# Barbara Sikora
Barbara Sikora (ur. 3 stycznia 1946 w Łysej Górze) – polska polityk i samorządowiec, była wicewojewoda lubelski.

## Życiorys
Ukończyła studia ekonomiczne w Wyższej Szkole Ekonomicznej w Krakowie. W 1995 została prezesem Wojewódzkiego Związku Rolników, Kółek i Organizacji Rolniczych w Lublinie. W latach 2000–2003 była radną Sejmiku Województwa Lubelskiego, od 2002 zajmowała stanowisko wiceprzewodniczącej sejmiku.
W 2003 weszła do zarządu regionu Sojuszu Lewicy Demokratycznej. 13 maja 2003 została powołana na stanowisko wicewojewody lubelskiego. Funkcję tę pełniła do dnia 13 grudnia 2005.
W 2004 bez powodzenia kandydowała do Parlamentu Europejskiego. W grudniu 2007 objęła mandat radnej sejmiku III kadencji w miejsce Izabelli Sierakowskiej. W 2010 nie ubiegała się o reelekcję.